# Minuit dans l'univers
Ne doit pas être confondu avec Midnight Sky.
Pour plus de détails, voir Fiche technique et Distribution.
Minuit dans l'univers (The Midnight Sky) est un film de science-fiction américain réalisé par George Clooney et sorti en 2020. Il s'agit d'une adaptation du roman Minuit dans l'univers (Good Morning, Midnight) de Lily Brooks-Dalton.
Le film connait une sortie limitée en salles aux États-Unis avant sa diffusion mondiale sur Netflix. L'accueil critique est mitigé. Si certains journalistes apprécient l'ambition et l'aspect émotionnel du film, d'autres critiques pointent du doigt les nombreuses similitudes avec d'autres films de science-fiction.

## Synopsis
Augustine Lofthouse est un scientifique ambitieux qui travaille dur pour chercher une planète habitable où l'humanité pourrait s'installer. Une nuit, lors d'un gala, il rencontre Jean. Après une brève liaison, la jeune femme le quitte, car il est trop obsédé par ses recherches.
Trente ans plus tard, en 2049, la Terre vient d'être ravagée par de multiples radiations. Augustine Lofthouse travaille seul dans l'observatoire Barbeau dans le cercle arctique. Très affaibli, il doit régulièrement subir des dialyses. Malgré cela, il fait son possible pour établir un contact avec des survivants. Dans l'espace, le vaisseau spatial Æther et son équipe d'astronautes tentent de revenir sur Terre après une mission de deux ans sur K-23, un satellite de Jupiter potentiellement habitable. Le vaisseau est dirigé par le commandant Adewole, qui voyage notamment avec sa compagne enceinte, Sully. Augustine tente de les contacter, car ils ignorent tout des évènements survenus sur Terre. Par ailleurs, Augustine va découvrir qu'il n'est pas tout seul dans l'observatoire. Une petite fille nommée Iris s'y est réfugiée. D'abord réticent, Augustine s'engage avec la petite fille vers un périple vers une autre base, pour trouver une antenne capable de faire la liaison avec l'équipage de l'Æther.

## Fiche technique
Sauf indication contraire, les informations mentionnées dans cette section peuvent être confirmées par la base de données cinématographiques IMDb,  présente dans la section « Liens externes ».
- Titre original : The Midnight Sky
- Titre français : Minuit dans l'univers
- Réalisation : George Clooney
- Scénario : Mark L. Smith, d'après le roman Minuit dans l'univers (Good Morning, Midnight) de Lily Brooks-Dalton
- Musique : Alexandre Desplat
- Direction artistique : Tim Browning
- Décors : Jim Bissell
- Costumes : Jenny Eagan
- Photographie : Martin Ruhe
- Montage : Stephen Mirrione
- Production : George Clooney, Bard Dorros, Keith Redmon et Grant Heslov
  - Production déléguée : Greg Baxter, Barbara A. Hall et Todd Shuster
- Sociétés de production : Smokehouse, Anonymous Content et Syndicate Entertainment
- Société de distribution : Netflix
- Pays de production :  États-Unis
- Langue originale : anglais
- Format : couleur
- Genre : science-fiction, drame
- Durée : 118 minutes
- Dates de sortie :
  - États-Unis : 11 décembre 2020 (sortie limitée en salles)
  - Monde : 23 décembre 2020 (sur Netflix)

## Distribution
- George Clooney (VF : Samuel Labarthe) : Augustine Lofthouse
- Felicity Jones (VF : Chloé Berthier) : "Sully" Sullivan
- David Oyelowo (VF : Jean-Baptiste Anoumon) : Gordon Adewole
- Caoilinn Springall : Iris
- Kyle Chandler (VF : Emmanuel Curtil) : Mitchell
- Demián Bichir (VF : Diego Ascencio) : Sanchez
- Tiffany Boone (VF : Fily Keita) : Maya
- Sophie Rundle (VF : Audrey Sablé) : Jean Sullivan
- Ethan Peck : Augustine Lofthouse, jeune
- Tim Russ (VF : Thierry Desroses) : Mason Mosley
- Miriam Shor : la femme de Mitchell

## Production

### Genèse, développement et attribution des rôles
En juin 2019, George Clooney est annoncé comme réalisateur d'un film, adapté du roman Minuit dans l'univers de Lily Brooks-Dalton, dans lequel il tiendra également le rôle principal. Le projet sera distribué par Netflix. Felicity Jones rejoint la distribution en juillet. Elle est rejointe par Kyle Chandler et David Oyelowo en août 2019,. Tiffany Boone et Caoilinn Springall sont annoncés en octobre. En novembre 2019, c'est au tour de Demián Bichir de rejoindre le projet. C'est ensuite au tour de Sophie Rundle, Ethan Peck, Tim Russ et Miriam Shor d'être confirmés en janvier 2020.
En février 2020, le titre original du film devient The Midnight Sky.

### Tournage

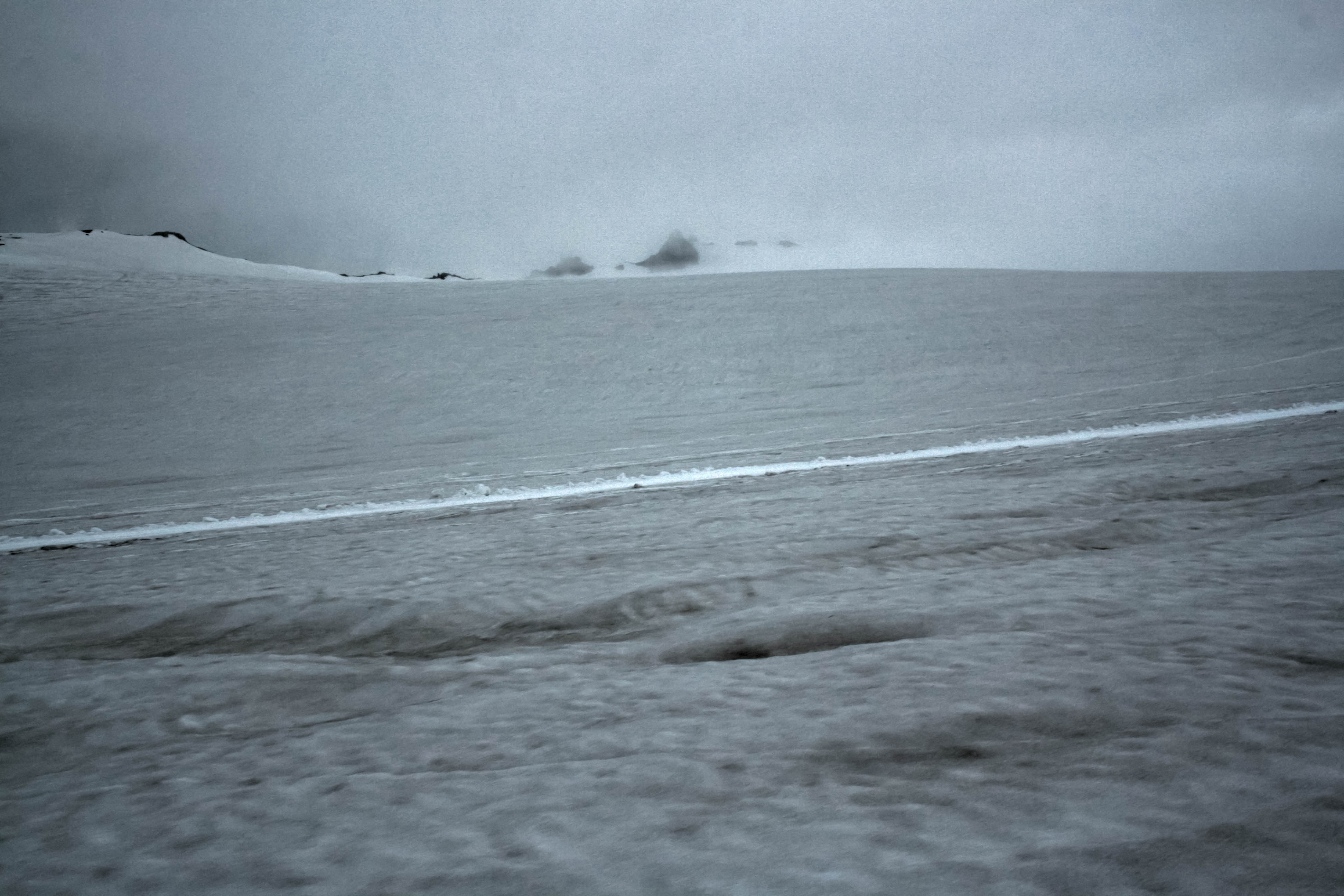
Quelques scènes sont tournées sur le glacier en Islande

Le tournage débute le 21 octobre 2019. Il a notamment lieu à La Palma dans les Canaries, en Islande (notamment le glacier Skálafellsjökull (is)) ainsi qu'aux studios de Shepperton en Angleterre.
Pour ce film, George Clooney a perdu douze kilogrammes, ce qui a déclenché une pancréatite. L'acteur-réalisateur a ainsi dû être hospitalisé durant quatre jours.

## Accueil critique
Minuit dans l'univers a reçu des éloges pour « son ambition et son ton émotionnel », malgré des comparaisons défavorables à d'autres films de science-fiction.
Alonso Duralde écrit dans The Wrap que « le nouveau film de George Clooney, Minuit dans l'univers, est très frustrant, pour ses emprunts manifestes à un certain nombre de meilleurs films et pour son manque de rythme, mais grâce à quelques instants de grâce, ses lacunes sont pour la plupart pardonnables ».
Sur l'agrégateur américain Rotten Tomatoes, il ne récolte que 59 % d'opinions favorables pour 39 critiques du film, avec une note moyenne de 5,7⁄10. Sur Metacritic, le film reçoit des critiques mitigées ou moyennes et obtient une note moyenne de 53⁄100 pour 17 critiques. En France, le film obtient une note moyenne de 2,5⁄5 sur le site AlloCiné, qui recense 15 titres de presse.

## Distinctions

### Récompense
- Golden Globes 2021 : Meilleure musique de film

### Nomination
- Oscars 2021 : Meilleurs effets visuels